# Zuliani (cognome)
Zuliani è un cognome di lingua italiana.

## Varianti
Zulian, Zuian, Zuiani, Zuli, Zulian, Zuliano, Zulijan.

## Origine e diffusione
In alcuni casi, potrebbe derivare dall'etnico di Venezia Giulia, ma è molto probabile che provenga dal nome medievale Zulianus, una forma arcaica di Giuliano. Un esempio si trova in un Atto di investitura del 1195 a Brescia, dove si nomina un certo Zuliani - Zulianae.
Il cognome è tipico del Friuli Venezia Giulia, in particolare della provincia di Udine, ma presenta molteplici ceppi importanti in Veneto, Lombardia e Lazio.